# بدر پاییزی

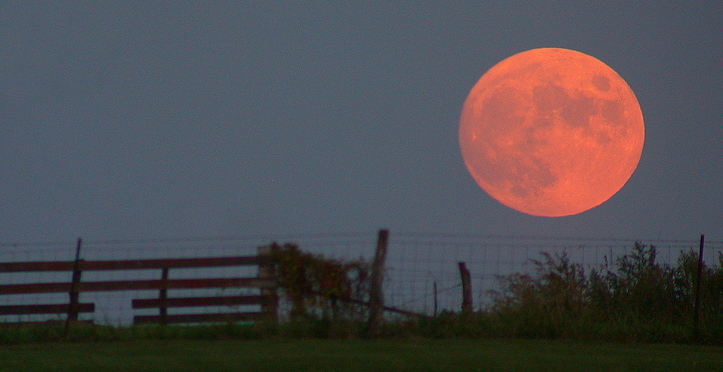
بدر پاییزی.

بدر پاییزی ماه بدری است که در شب‌های نزدیک به اعتدال پاییزی در طی چند شب پیاپی نزدیک به زمان غروب خورشید مشاهده می‌شود.
بدر پاییزی نزدیک‌ترین ماه کامل به اعتدال پاییزی و آغاز پاییز است و به خاطر هم‌زمانی پدیداری‌اش با برداشت محصول، ماه خرمن هم نامیده می‌شود. این قرص ماه، درست در لحظهٔ غروب خورشید، خلاف جهت خورشید طلوع می‌کند و در موسم برداشت محصول، پس از غروب خورشید کشتزارها را روشن می‌کند.